# Svobodné Heřmanice
Svobodné Heřmanice (německy Frei Hermersdorf) jsou obec v okrese Bruntál v Moravskoslezském kraji. Žije zde 552 obyvatel.

## Historie
První písemná zmínka o obci pochází z roku 1250.

### Těžba břidlice
Západně od vesnice poblíž železniční zastávky Svobodné Heřmanice na trati Opava východ – Svobodné Heřmanice se nachází zatopený břidlicový lom Šifr (též Šifry), jenž dnes slouží ke koupání a k potápění. Tento lom byl největším povrchovým lomem na těžbu břidlice v oblasti Nízkého Jeseníku. Zároveň patřil i k nejstarším, těžba břidlice zde údajně probíhala již od roku 1775.

## Obyvatelstvo

### Vývoj počtu obyvatel
Počet obyvatel Svobodných Heřmanic podle sčítání nebo jiných úředních záznamů:
| Rok            | 1869 | 1880  | 1890  | 1900  | 1910 | 1921 | 1930 | 1950 | 1961 | 1970 | 1980 | 1991 | 2001 | 2011 | 2021 |
| -------------- | ---- | ----- | ----- | ----- | ---- | ---- | ---- | ---- | ---- | ---- | ---- | ---- | ---- | ---- | ---- |
| Počet obyvatel | 975  | 1 038 | 1 083 | 1 018 | 951  | 875  | 950  | 546  | 500  | 436  | 433  | 535  | 504  | 527  | 507  |
| Počet domů     | 134  | 147   | 190   | 156   | 190  | 190  | 200  | 203  | 127  | 114  | 115  | 151  | 171  | 173  | 177  |

1. ↑  z toho: 14 Čechoslováků, 906 Němců; 947 řím. kat., 1 evang.
2. ↑  z toho: 481 Čechů, Moravanů a Slezanů, 7 Slováků, 2 Poláci; 192 řím. kat., 5 čsl. hus., 1 evang., 279 bez vyzn.

Ve Svobodných Heřmanicích je evidováno 187 adres, vesměs čísla popisná (trvalé objekty). Při sčítání lidu roku 2001 zde bylo napočteno 171 domů, z toho 124 trvale obydlených.

## Obecní správa

### Obecní symboly
Znak a vlajka byly obci uděleny rozhodnutím předsedy Poslanecké sněmovny Parlamentu České republiky dne 4. června 1998.

## Doprava
Nedaleko obce bylo vybudováno nádraží na regionální dráze z Opavy do Horního Benešova. Po zrušení úseku mezi Svobodnými Heřmanicemi a Horním Benešovem v roce 1970 jsou Svobodné Heřmanice koncovým nádražím této trati.
Od roku 2008 jsou všechny osobní vlaky na této trati ukončeny v dopravně Jakartovice, takže úsek do Svobodných Heřmanic je bez pravidelné osobní dopravy.

## Galerie

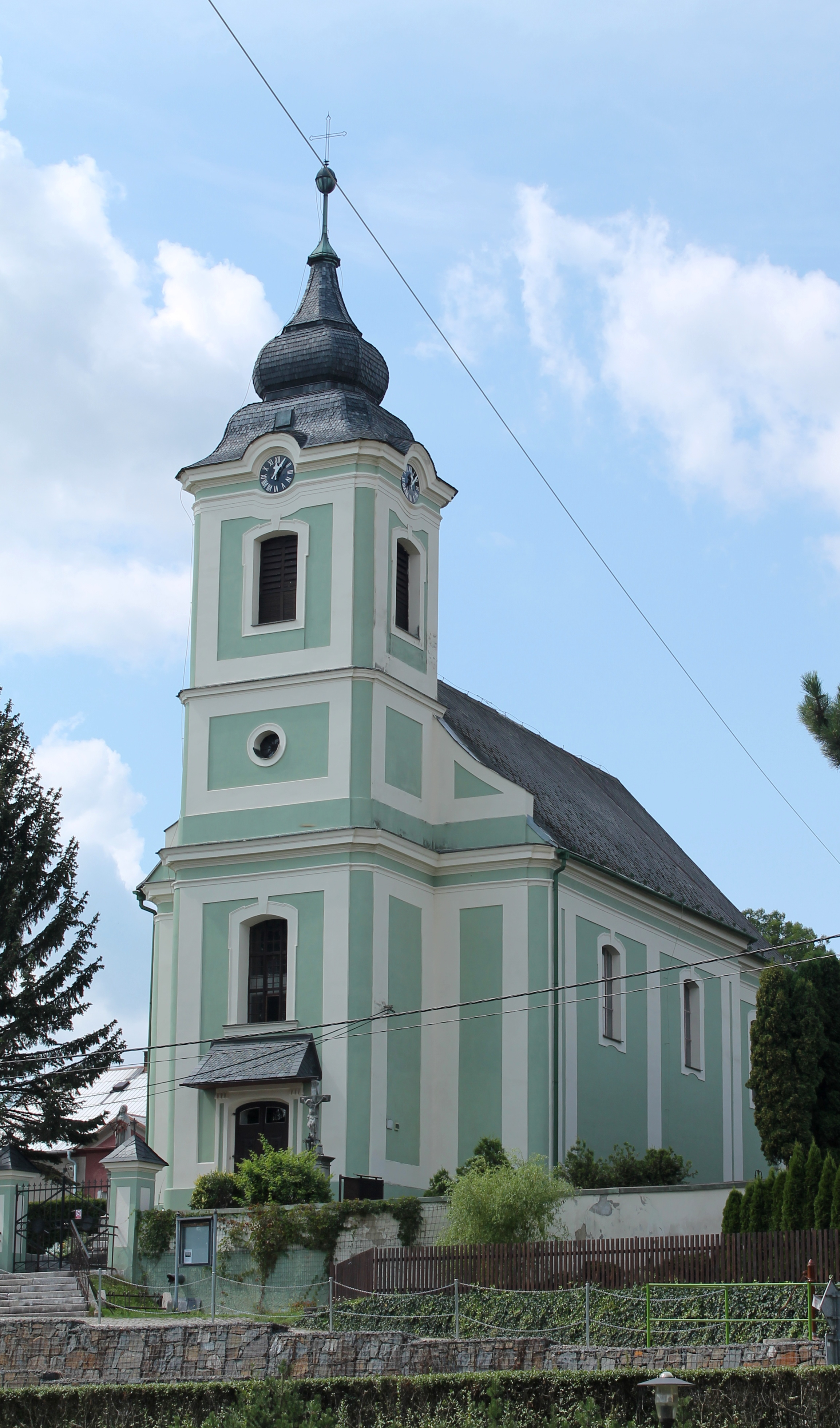
kostel Nejsvětější Trojice
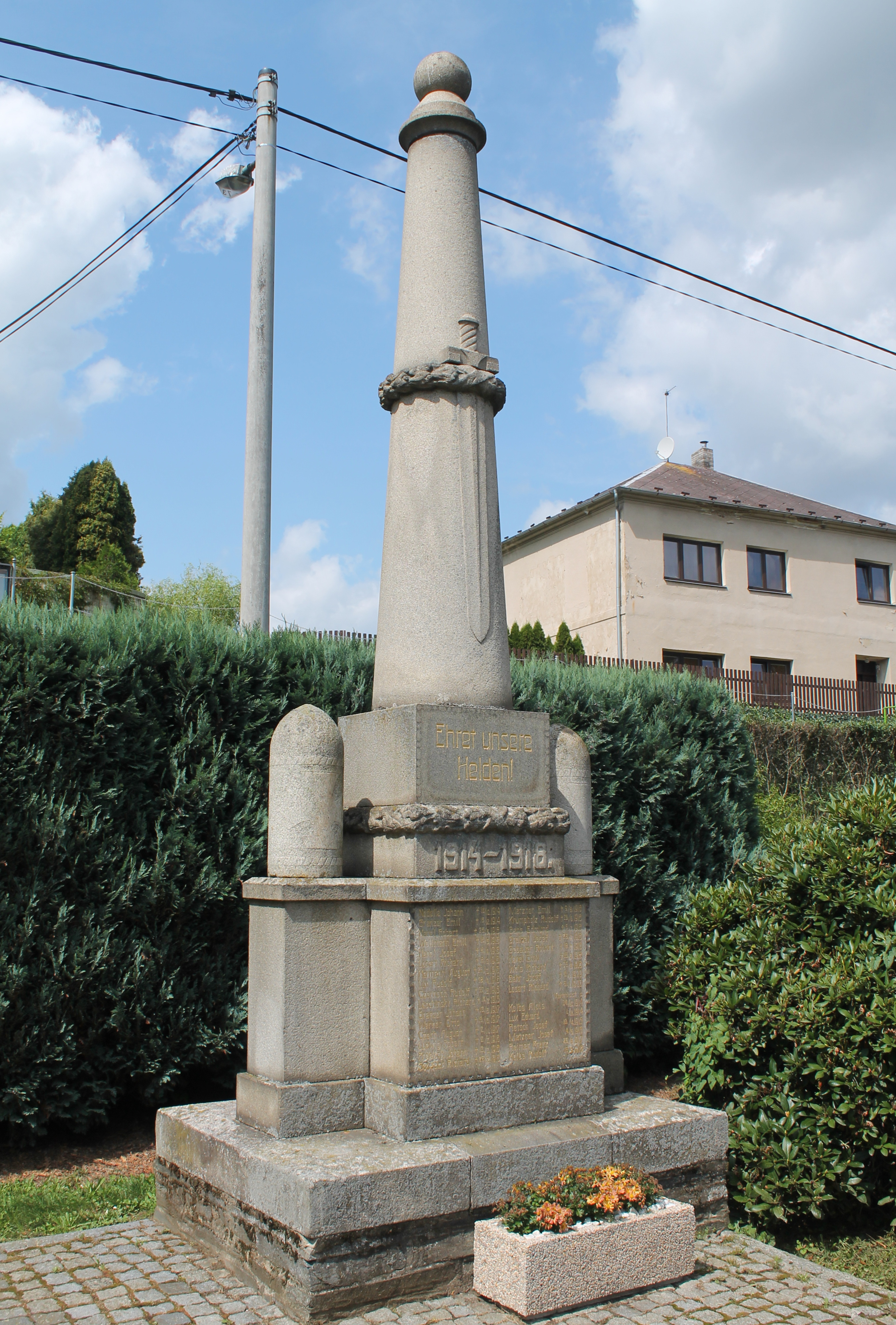
Pomník padlých
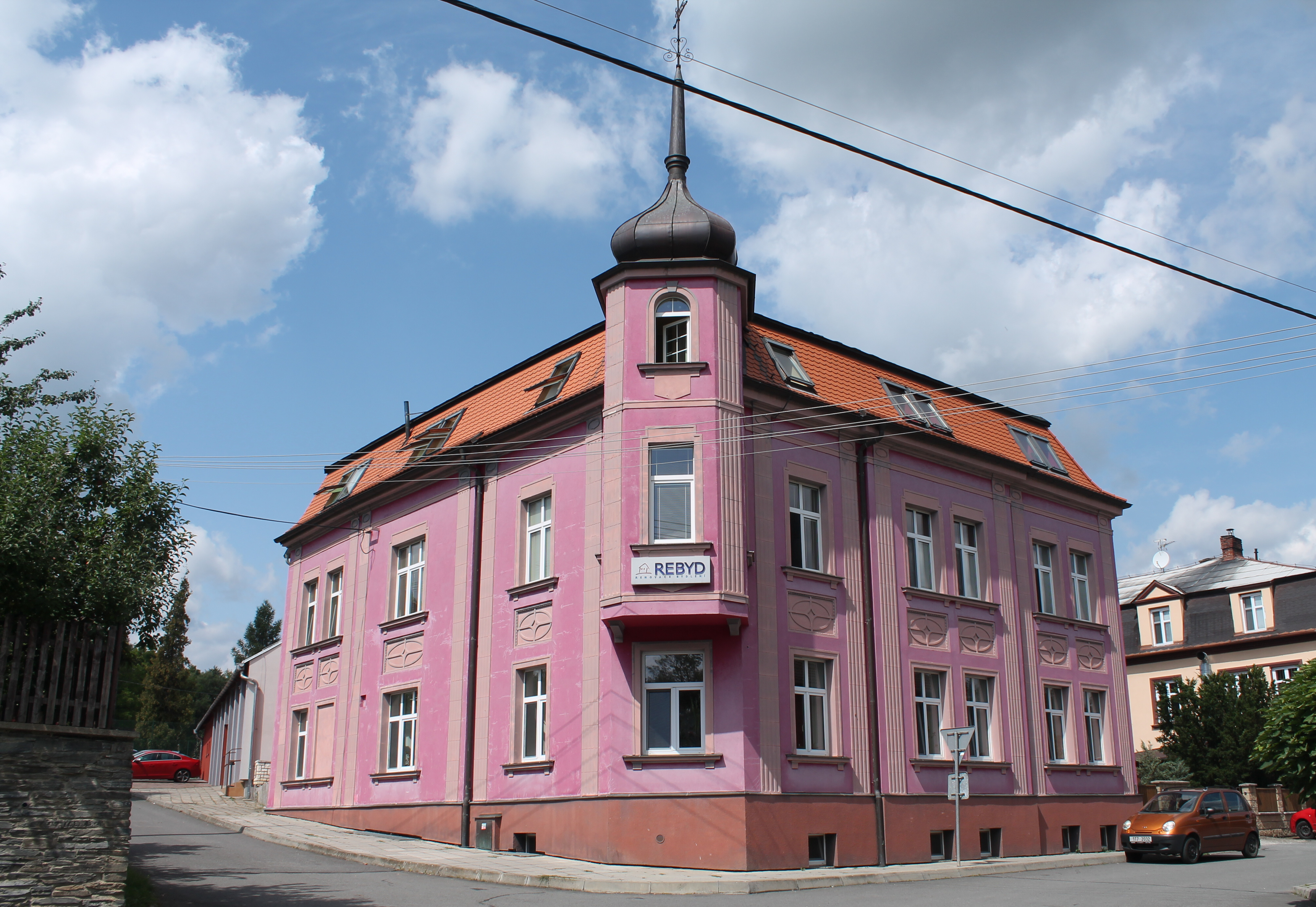
Dům na návsi
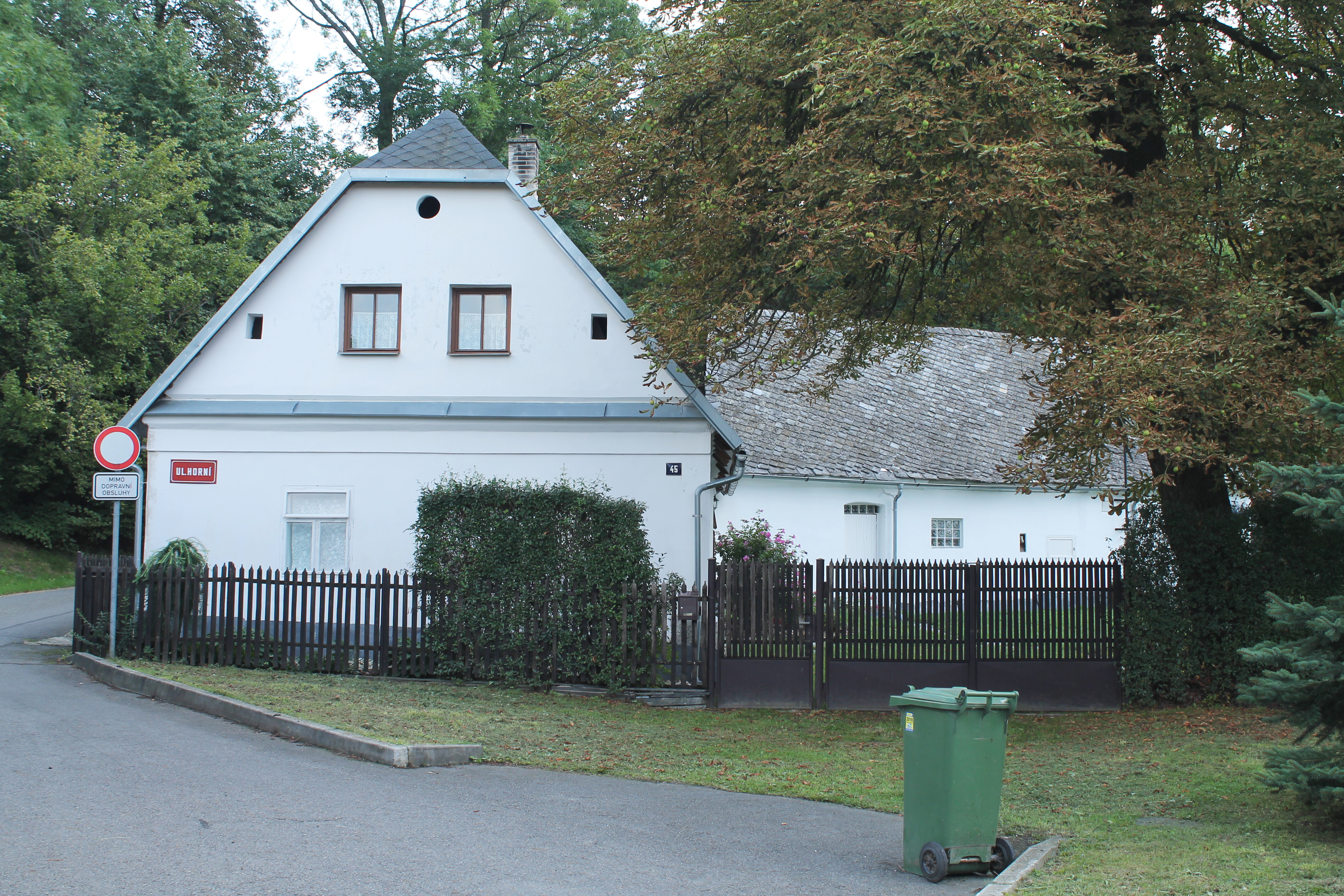
Statek na návsi
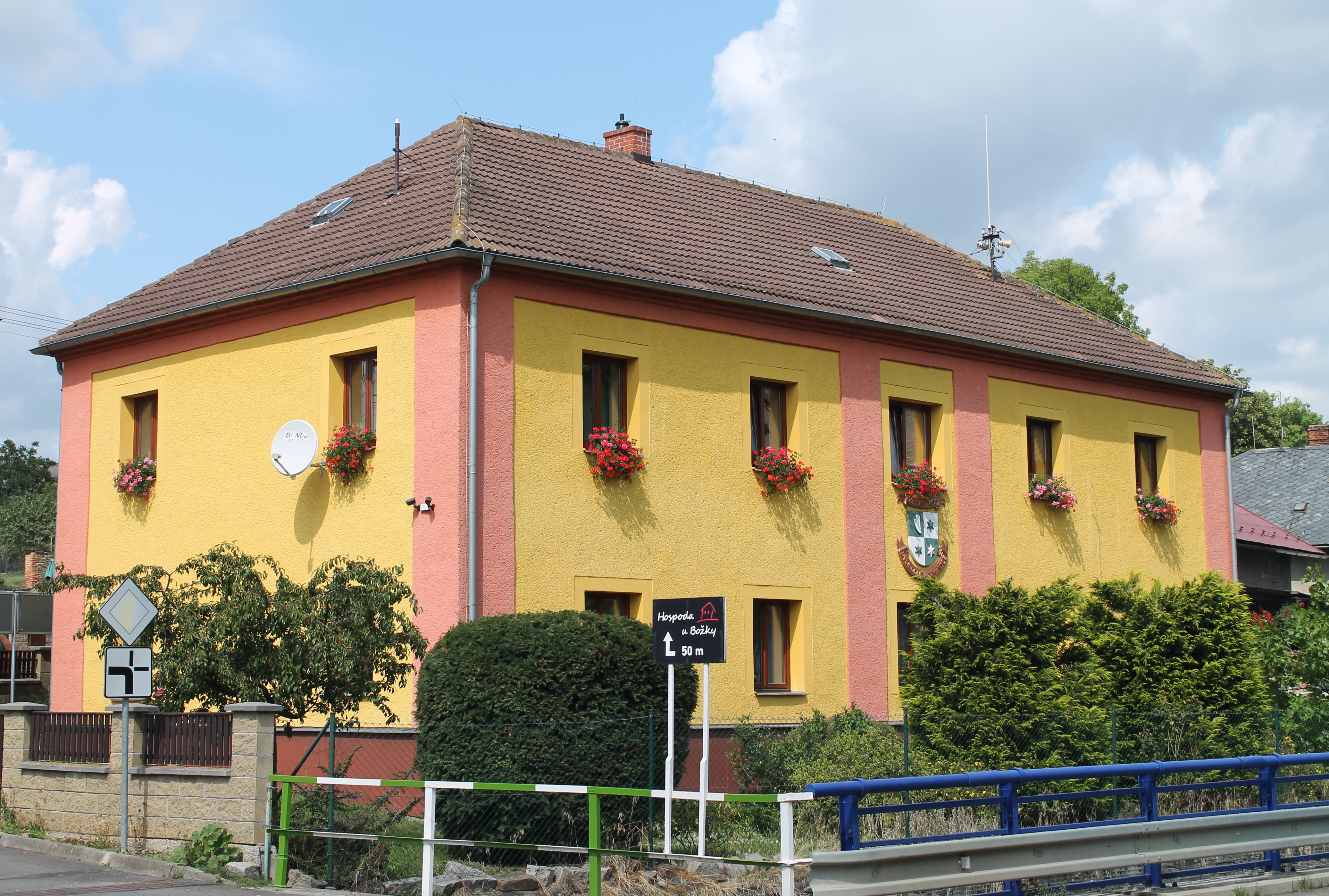
Obecní úřad
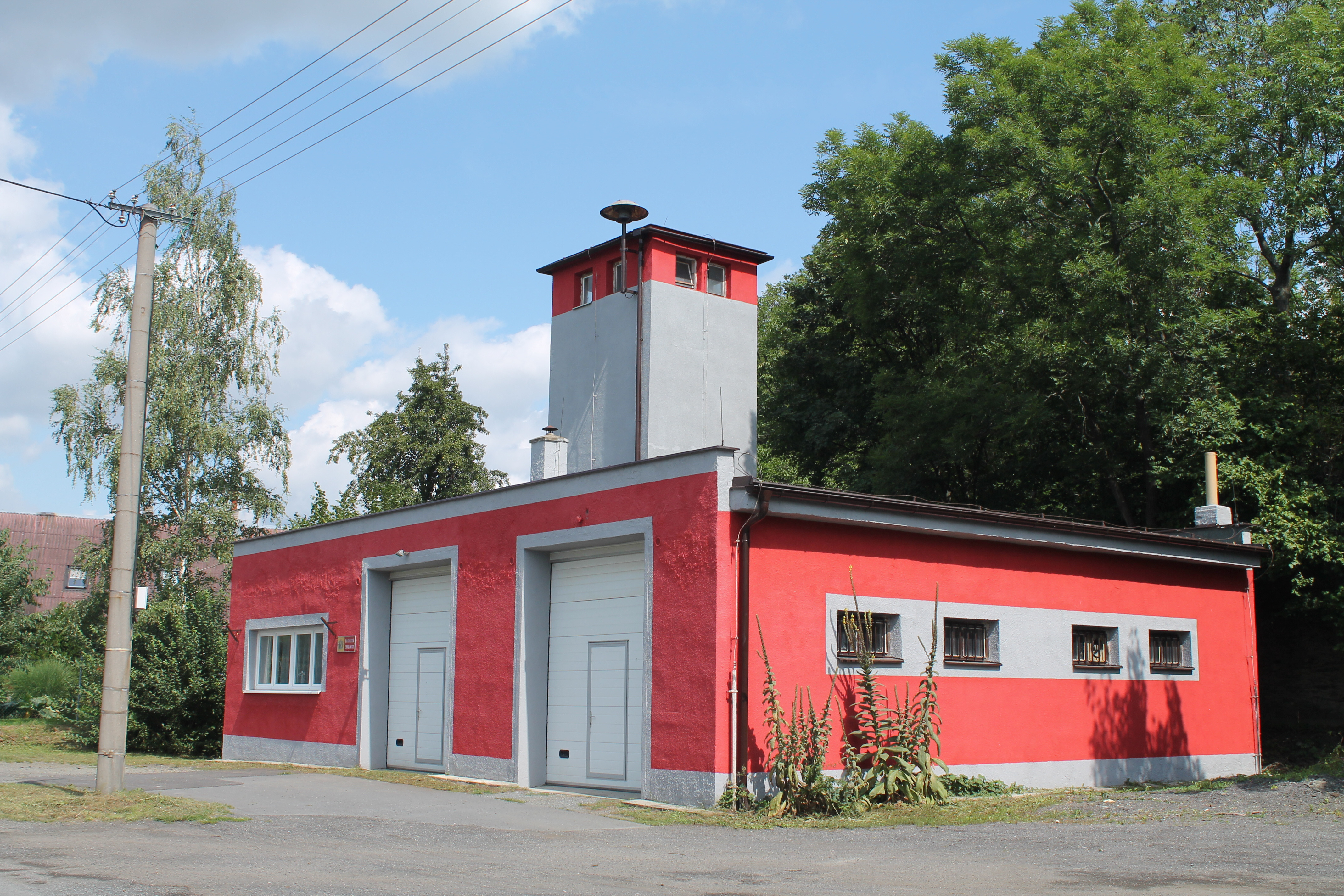
Hasičská zbrojnice
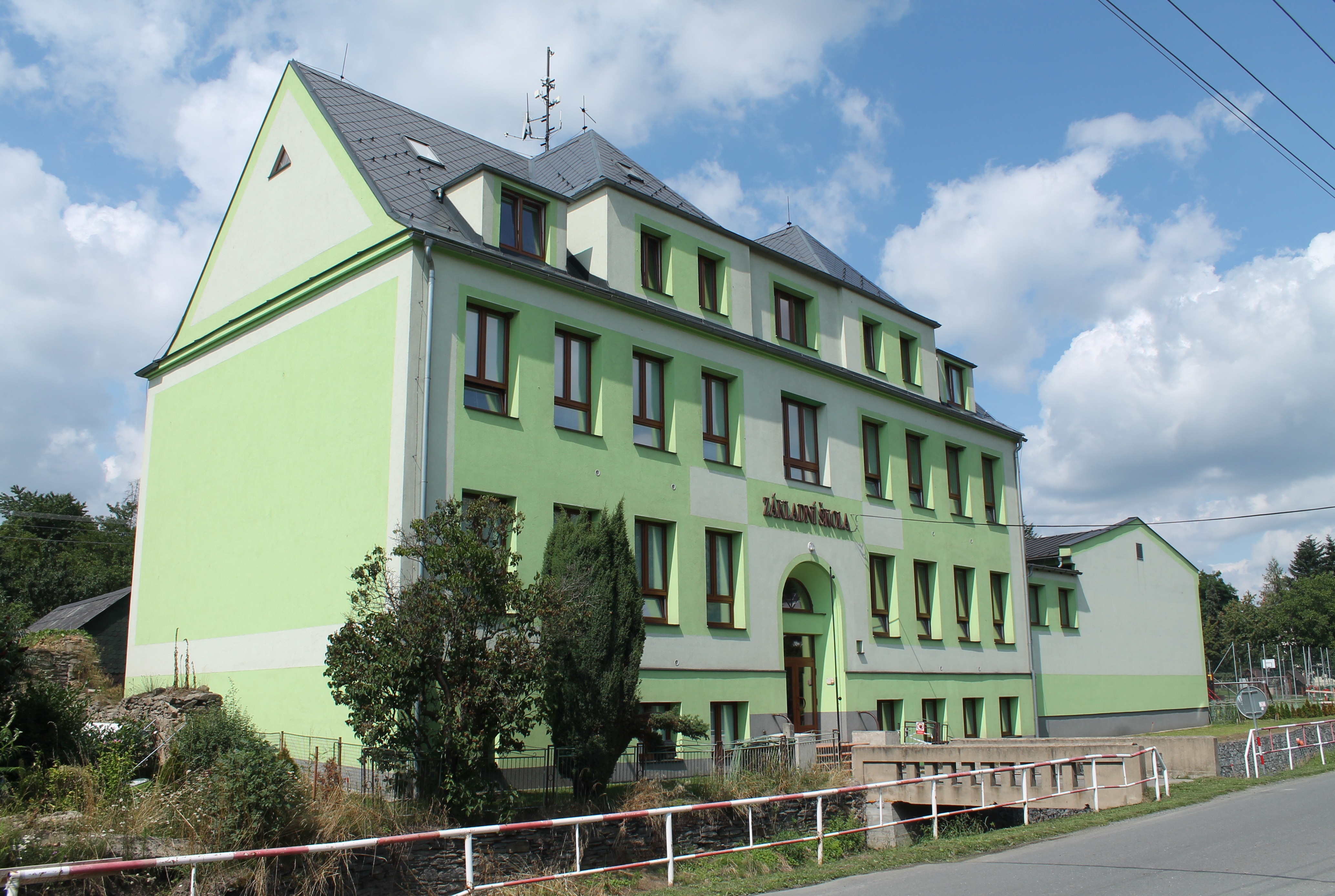
Základní škola
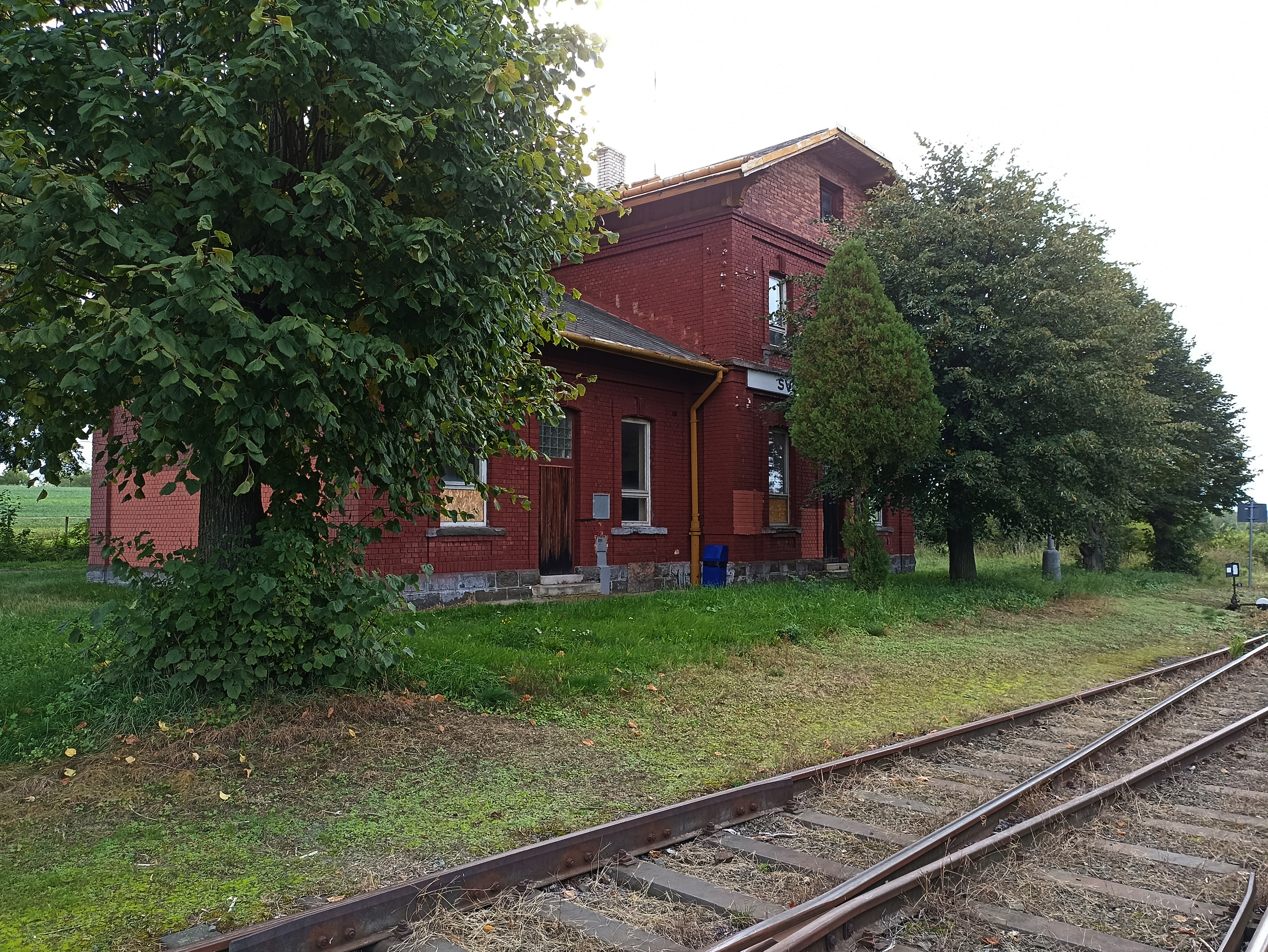
Nádraží